# Episodi di Rekkit Rabbit (prima stagione)
La prima stagione della serie animata Rekkit Rabbit è andata in onda in Francia dal 16 marzo 2011, mentre alcuni degli episodi sono andati in onda per la prima volta in Germania. In Italia la serie va in onda dal 2011 su Disney XD, mentre su K2 dal 4 giugno 2012.

## Episodi
| N° | Titolo italiano                        | Titolo originale                           | Prima TV originale | Prima TV Italia    |
| -- | -------------------------------------- | ------------------------------------------ | ------------------ | ------------------ |
| 1  | L'arrivo                               | The Arrival                                | 16 marzo 2011      | 4 giugno 2012 (K2) |
| 2  | Il ladro misterioso                    | Hare Ball                                  | 8 giugno 2011      | 4 giugno 2012 (K2) |
| 3  | Criceti nasali                         | Shepherd of Hamsters                       | 8 aprile 2011      | 4 giugno 2012 (K2) |
| 4  | Baffi dell'altro mondo                 | The Moustache                              | 13 aprile 2011     | 4 giugno 2012 (K2) |
| 5  | Mobili ribelli                         | Convict Furniture                          | 24 aprile 2011     | 2012               |
| 6  | Mucca da lozione                       | Udder Chaos                                | 24 agosto 2011     | 2012               |
| 7  | Il ragazzo gambero                     | Crayfish Boy                               | 23 marzo 2011      | 2012               |
| 8  | Spie pericolose                        | A Spy in the Ointment                      | 30 marzo 2011      | 2012               |
| 9  | Il mistero dell'acqua scomparsa        | Rekkit Swims                               | 30 marzo 2011      | 2012               |
| 10 | Rekkit è in pericolo                   | The Invitation                             | 6 aprile 2011      | 2012               |
| 11 | Un Rekkit di troppo                    | Cool Fool                                  | 16 marzo 2011      | 2012               |
| 12 | Rekkit perde la testa                  | Headache                                   | 20 giugno 2011     | 2012               |
| 13 | Teste di rapa                          | Cabbage Heads                              | 27 agosto 2011     | 2012               |
| 14 | Jay fifone                             | Harem Scarem                               | 22 giugno 2011     | 2012               |
| 15 | La luna smarrita                       | Long Days Journey Into Nothing             | 4 maggio 2011      | 2012               |
| 16 | Mister Patato                          | Little Mister Potatoe Guy                  | 24 giugno 2011     | 2012               |
| 17 | La gara d'intelligenza                 | Airheads                                   | 8 ottobre 2011     | 2012               |
| 18 | Rekkit il mangiafarfalle               | Mmm Butterfly                              | 11 maggio 2011     | 2012               |
| 19 | Foto da rockstar                       | Photo Finished                             | 20 aprile 2011     | 2012               |
| 20 | Rekkit testimonial                     | Sell It Rekkit                             | 30 giugno 2011     | 2012               |
| 21 | Rekkit umile servitore                 | The Twins Save Rekkit                      | 29 giugno 2011     | 2012               |
| 22 | Rekkit perde la coda                   | The Tale of the Missing Tail               | 4 luglio 2011      | 2012               |
| 23 | Lo smoking stregato                    | Rabbits Prefer Gentlemen                   | 7 dicembre 2011    | 2012               |
| 24 | I terribili ninja della moquette       | Carpet Ninjas                              | 27 agosto 2011     | 2012               |
| 25 | Cambio di personalità                  | Fuzzy Was He                               | 5 dicembre 2011    | 2012               |
| 26 | Micio contro Rekkit                    | Revenge of the Kitty Cat                   | 22 giugno 2011     | 2012               |
| 27 | Rekkit innamorato                      | Don't Upset The Yeti                       | 11 maggio 2011     | 2012               |
| 28 | Jay-Stradamus                          | Mind Reader                                | 16 marzo 2011      | 2012               |
| 29 | Basta con le regole                    | Breaking Rules Are For Fools               | 22 dicembre 2011   | 2012               |
| 30 | Una festa di compleanno speciale       | Boy Ahoy                                   | 6 dicembre 2011    | 2012               |
| 31 | La saponetta portafortuna              | Tortoise and Harebrained                   | 22 giugno 2011     | 2012               |
| 32 | Abraca-oh no!                          | Abraca-Oh No!                              | 21 dicembre 2011   | 2012               |
| 33 | Le scarpe magiche                      | Fast and Injurious                         | 12 dicembre 2011   | 2012               |
| 34 | Vincere le paure                       | See You in My Dreams                       | 26 dicembre 2011   | 2012               |
| 35 | Un segreto non segreto                 | Rekkit has a Secret                        | 27 aprile 2011     | 2012               |
| 36 | La gara culinaria                      | Cooking Magic                              | 28 ottobre 2011    | 2012               |
| 37 | La vacanza dell'amicizia               | The One Where Bill Gets Rekkit for a While | 8 giugno 2011      | 2012               |
| 38 | Il collare dell'invisibilità           | InvisiBob                                  | 20 dicembre 2011   | 2012               |
| 39 | Fresco come una margherita             | Smelly Jay                                 | 29 giugno 2011     | 2012               |
| 40 | L'allegro arcobaleno... troppo allegro | Over the Rainbow                           | 1º novembre 2011   | 2012               |
| 41 | La festa a sorpresa                    | A Dog is a Rabbit's Best Friend            | 22 dicembre 2011   | 2012               |
| 42 | Il progetto di scienze                 | Holey Moley                                | 19 dicembre 2011   | 2012               |
| 43 | Il pupazzo di neve                     | I'm Melting                                | 28 dicembre 2011   | 2012               |
| 44 | Booyah pasticcione                     | Boo Booyah                                 | 14 dicembre 2011   | 2012               |
| 45 | Baby Mamma                             | Baby Makes Four                            | 4 gennaio 2012     | 2012               |
| 46 | Niente più cattiverie e tristezze      | The Banana Split                           | 22 dicembre 2011   | 2012               |
| 47 | Legami familiari                       | Bond, Jay Bond                             | 9 dicembre 2011    | 2012               |
| 48 | Rekkit cambia camera                   | Rekkit's Room                              | 26 dicembre 2011   | 2012               |
| 49 | Doppio Jay                             | Jay Doh                                    | 30 dicembre 2011   | 2012               |
| 50 | Jay mago per un giorno                 | Rekkit Has Left the Building               | 29 dicembre 2011   | 2012               |
| 51 | Il primo migliore amico di Rekkit      | Fingerprint Boy                            | 2 gennaio 2012     | 2012               |
| 52 | Rekkit vs Gizmo                        | Rekkit versus Gadget                       | 23 dicembre 2011   | 2012               |

## Trame

### L'arrivo
Jay è un ragazzo di dodici anni che vive con sua madre e il suo fidanzato Lorne. Durante il "giorno della famiglia", per fare un favore a sua madre, decide di restare a casa con la promessa di pulirla e fare delle commissioni. In realtà, il ragazzo rimane solo per esercitarsi con la magia. Purtroppo i suoi sforzi sono vani e cerca le istruzioni dentro al cappello magico appartenente ad un mago di fama mondiale di nome Yoshimi, che aveva acquistato su internet assieme ad una bacchetta magica. Sulle istruzioni vede il disegno di un coniglio gigante. Poi Jay tenta di fare alcuni trucchi di prestigio coinvolgendo le gemelle Marisol ed Evita, vicine di casa. Le ragazze vedono sulla bacchetta magica una formula magica e Jay la pronuncia: "La magia avrai se il coniglio svitarello sveglierai". Improvvisamente qualcosa precipita dal cielo in camera sua sfondando il tetto. Impaurito, Jay corre nella sua stanza e trova sul proprio letto un coniglio magico di nome Rekkit alto quasi 3 metri, proveniente da un mondo parallelo chiamato Chakabrak. Jay riconosce che si tratta dello stesso coniglio che era disegnato sulle istruzioni del cappello. Rekkit promette al ragazzo la miglior amicizia possibile, ma Jay vuole andare a chiamare la polizia per buttarlo fuori di casa. Dopo aver ricevuto una telefonata da sua madre, Jay si ricorda di pulire la casa, di lavare il cane di sua nonna e comprare del cibo cinese. Visto che Rekkit è ancora lì, Jay pensa di chiedergli aiuto per finire rapidamente le faccende domestiche grazie a qualche magia, ma il coniglio si limita a chiamare un taxi. In realtà il taxi è magico e pulisce la casa riparando anche il tetto. Il taxi magico porta Jay prima dalla nonna e poi al ristorante cinese a velocità supersonica. Tornati a casa, il tassista vuole essere pagato con un miliardo di dollari e minaccia Jay dicendo: "se non pagherai allora distruggeremo la tua casa". Jay è disperato e chiede a Rekkit di fare qualcosa. Rekkit rivela che lui conosce solo le magie che ha rubato a Yoshimi, che lo aveva reso suo schiavo e per questo è dovuto fuggire dopo avere imparato alcune magie da Yoshimi. Alla fine, Jay ha l'idea di pagare il tassista facendo passare dei sassi per soldi e dice a Rekkit che non potrà restare perché sono troppo diversi. Rekkit se ne va ed Henrietta e Lorne tornano a casa, complimentandosi con Jay per il lavoro e chiedendogli se ha fatto tutto da solo. Jay risponde che un amico l'ha aiutato ma è dovuto andare via. Henrietta replica di dirgli di restare la prossima volta, perché "i buoni amici sono difficili da trovare". Jay si incupisce, rendendosi conto che sua madre ha ragione. Proprio in quel momento, Rekkit ritorna e Jay lo presenta subito ai genitori, che si spaventano alla sua vista.

### Il ladro misterioso
Jay e Rekkit guardano il telegiornale che annuncia la presenza di un ladro in città, che sta rubando semafori e tutto ciò che c'è per strada. Dopo che il sindaco promette una cravatta come ricompensa, Jay e Rekkit decidono di indagare, ma non possono uscire di casa senza che i genitori vengano a saperlo perché Henrietta e Lorne decidono di stare alzati fino a tardi a cantare i jingle delle pubblicità. Jay si addormenta, ma poco dopo si risveglia e Rekkit se n'è già andato via. Preoccupato, Jay va a cercarlo, ma scopre che Rekkit sonnambulo sta ingoiando degli oggetti. In quel momento, Jay capisce che in realtà il ladro è Rekkit stesso. Jay prova a svegliarlo, ma non ci riesce, per cui Rekkit lo ingoia. Nel momento in cui Rekkit si sveglia, con le sue dita magiche parla al telefono, mentre Jay lo ascolta e gli parla da dentro il suo corpo tramite un walkie talkie. Jay rivela a Rekkit che il ladro è lui stesso e che la polizia lo sta cercando, dicendogli di nascondersi nel capanno del marinaio Sam. Rekkit spiega a Jay che se avesse mangiato una paperella di gomma gli sarebbe venuta una tale fame che avrebbe mangiato tutto quello che sarebbe capitato a tiro e infatti Jay trova la paperella nello stomaco di Rekkit. Rekkit dice a Jay che c'è un incantesimo per farlo uscire ma lui non lo ricorda. Jay deve quindi andare nel cervello di Rekkit a cercarlo. Alla fine lo trova e tramite il telefono-zampa lo fa dire a Rekkit: "Fagioli e pomodori tutto ciò che è dentro fate uscire fuori", facendo ritornare al suo posto sé stesso e tutti gli oggetti che Rekkit aveva inghiottito.

### Criceti nasali
Jay legge sul giornale che il biglietto del parco medievale "Maghi e scivoli d'acqua" costa la metà e convince Henrietta e Lorne a portarci lui e Rekkit. Il coniglio però ha il raffreddore (perché voleva scoprire come funziona il freezer infilandoci la testa dentro) e per potere andare al parco divertimenti deve guarire prima che Henrietta torni a casa a prenderli. Rekkit fa venire da Chakabrak un suo amico pollo e Jay prepara un brodo per Rekkit, che dopo averlo bevuto espelle dal naso un "criceto nasale" scozzese, a cui ne seguono altri 3 prima che lui guarisca. Ma ora, prima di andare al parco divertimenti, devono liberarsi dei criceti, che occupano casa Schmuftin con la forza. Jay e Rekkit fanno vari tentativi per rientrare in casa, tutti fallimentari. Rekkit dice che non c'è un incantesimo per scacciare i criceti, ma propone di andare nella "terra dei nasi giganti" e convincerne uno a prenderseli. Ne trovano uno molto presto, che soffrendo di solitudine è molto felice di divertirsi con Jay e Rekkit. Jay convince il naso gigante dicendogli che ci sono altri 4 amici (i criceti) che sarebbero felici di divertirsi con lui. Il naso gigante aspira tutti i criceti e li porta nella sua terra proprio nel momento in cui Henrietta e Lorne tornano a casa per portare Jay e Rekkit al parco divertimenti, ma stavolta è Jay ad avere il raffreddore e quindi deve nuovamente rinunciarci.

### Baffi dell'altro mondo
All'allenamento di pallavolo, Jay viene sempre anticipato nelle schiacciate ed esprime il desiderio di essere più alto. Nello spogliatoio, vede i compagni che hanno peli sotto le ascelle mentre lui ancora non he ha ed esprime il desiderio di averne. In classe, i suoi compagni hanno una voce più bassa di lui e Jay esprime il desiderio di avere anche lui una voce profonda. Lorne gli dice che lui stesso è cresciuto dal giorno alla notte e di non preoccuparsi. Rekkit vede Jay disperato e durante la notte, per aiutarlo, torna a Chakabrak per comprare dal suo vecchio amico Raggy la cassaforte un paio di baffi magici da applicare su Jay a sua insaputa. La mattina, quando Jay va a scuola, tutti lo notano, incluso il professor Wiggsly, che preleva un campione dei baffi per "sottoporli a qualche esame". A un certo punto, i baffi cominciano a comportarsi in modo strano, fino a ricoprire completamente Jay di peli. Rekkit confessa l'accaduto a Jay, che evoca delle "marmotte mangiapelo", che però sono inutili. Wiggsly scopre che i baffi "non sono di questo mondo" e rapisce Jay e Rekkit, tenendoli legati nel suo laboratorio. Rekkit riesce a liberarsi, essendo per lui "la prima cosa che ha imparato con Yoshimi". Rekkit libera anche Jay e i due fuggono nel corridoio inseguiti da Wiggsly. Quando il corridoio sembra senza uscita, Raggy apre un portale per Jay e Rekkit. Raggy rivela che aveva fatto tutto apposta per il suo commercio di parrucche e toglie a Jay i baffi, che torna quello di prima.

### Mobili ribelli
Jay e Rekkit stanno giocando a hockey in giardino, quando la palla entra dalla finestra e rompono il tavolo del soggiorno. Henrietta e Lorne escono senza accorgersi di nulla. Tentando di rimediare, Rekkit distrugge tutti i mobili del soggiorno con un incantesimo sbagliato. Rekkit allora porta Jay a Chakabrak in un negozio di mobili viventi, dove il venditore propone un intero soggiorno a Jay in cambio del suo elmetto da hockey e Jay accetta. Henrietta e Lorne rientrano a casa e si accorgono dell'accaduto. I mobili si animano e rapiscono tutti e quattro gli Schmuftin (incluso Rekkit), facendoli diventare loro schiavi. La poltrona, capo della gang di mobili, esce di casa per cercare adepti tra gli altri mobili terrestri e, su idea di Jay, Henrietta e Lorne fanno addormentare gli altri tre mobili con una ninna nanna. Per spaventare i mobili e farli fuggire, i 4 Schmuftin si travestono da termiti. Quando la poltrona torna a casa, le false termiti fanno il loro ingresso e spaventano i mobili fino a farli tornare a Chakabrak. Jay e Rekkit si spogliano dal costume da termite e i 4 vanno dal venditore. Sotto la minaccia di Henrietta e Lorne ancora vestiti da termiti, lo convincono a cedere loro gratis un intero soggiorno terrestre e a riprendersi i mobili viventi.

### Mucca da lozione
Jay vuole fare un regalo di compleanno a Sarah e Rekkit gli propone di prendere un paio di orecchini da 20 dollari, mentre Jay ha solo 75 centesimi. Jay e Rekkit allora vanno dal marinaio Sam per un gelato e Sam gli racconta una storia sulla "grande Dik". La radio annuncia il suo ritorno e Sam decide di andare a catturarla, lasciando il chiosco dei gelati a Jay in cambio di 20 dollari. Rekkit usa il gelato come lozione per il suo pelo, finendolo tutto. Rekkit allora evoca una "mucca da lozione" che produce gelato dalle mammelle. Sfruttando la mucca, guadagnano un sacco di soldi per Sam, fino a quando la mucca, esaurita, crolla a terra. Jay fa bere alla mucca del latte, che però alla mucca non piace. Questa fugge via per la città, distruggendo tutto e venendo inseguita da Jay e Rekkit, che alla fine riescono a liberarsi di lei. Ma il chiosco è distrutto quando Sam torna, rivelando che la grande Dik è una piccola tartaruga, che c'era un magazzino del gelato per potersi rifornire e che non pagherà Jay perché ha distrutto il chiosco. Mentre Jay gioca con le monete per strada, passa un collezionista che le riconosce come monete da collezione. Jay chiede 20 dollari per le monete e il collezionista accetta immediatamente, anche se stava rivelando che in realtà era pronto a offrire 200 dollari. Jay con i 20 dollari ottenuti compra gli orecchini per Sarah.

### Il ragazzo gambero
Jay è la riserva della squadra di beach volley ed è costretto ad entrare quando una ragazza si fa male perché si è rotta un'unghia. Gettando via l'asciugamano, Jay causa una catena di eventi che finiscono per costringere l'allenatore ad essere portato via in ambulanza. Rekkit si propone lui per fare da allenatore e "il regolamento non vieta che l'allenatore sia un coniglio". Jay è alla battuta e colpisce Bill, regalando il punto agli avversari. Dopo una serie di altri fallimenti di Jay, sta per cominciare l'ultimo set, quando Jay si intristisce e si allontana. Jay si ferma sulla riva di un torrente dove c'è un gambero su una roccia. Jay lo prende in mano proprio mentre Rekkit, non visto da Jay, gli lancia un incantesimo per dargli fiducia in se stesso, ma l'incantesimo fallisce, trasformando le mani di Jay in chele da gambero. Henrietta e Lorne sopraggiungono e trovano Jay trasformato in ragazzo gambero. Rekkit però non riesce a farlo tornare normale perché gli formicolano le mani e tutta la squadra lo raggiunge, dicendogli che "il regolamento non vieta di giocare con le chele al posto delle mani". Jay allora ritorna al campo e l'ultimo set ha inizio. Le chele trasformano Jay in un campione, finché non si ingrandiscono di colpo. A quel punto Bill chiede un timeout e Rekkit rivela che Jay si sta lentamente trasformando in un gambero gigante. Di nuovo, il coniglio non riesce a far tornare normale Jay. Quando per caso gli arriva della crema solare addosso, si accorge che gli stanno tornando i poteri e allora Henrietta e Lorne si procurano una vasca intera di crema solare. Rekkit allora torna in forze e riesce a far tornare Jay normale. Jay è tornato una schiappa senza le chele, ma riesce involontariamente a segnare il punto decisivo facendo rimbalzare il pallone con la testa invece che con le mani.

### Spie pericolose
A scuola, Jay vede una nuova alunna di nome Lory e se ne innamora, ricambiato. A casa, ne parla ai genitori, prima di uscirci insieme. Rekkit ha paura di perdere il suo amico e una mattina quando si sveglia i suoi sospetti sembrano essere confermati perché Jay è sparito. A scuola, Rekkit incontra Sarah e le chiede se ha visto Jay, che compare improvvisamente in compagnia di Lory. Jay presenta Sarah a Lory, poi i due innamorati se ne vanno. Rekkit confida a Sarah i suoi timori e lei gli risponde che "se lo riprenderanno" e che "c'è qualcosa che non le torna in lei". Rekkit e Sarah si intrufolano di nascosto in casa di Lory travestiti da alce e scoprono che in realtà Lory non è altro che un travestimento delle spie di Yoshimi, facendo anche delle foto. Jay si convince solo dopo aver visto le foto e decide di "dare loro quello che vogliono". Jay suona a casa di Lory con un finto Rekkit, mentre il vero Rekkit e Sarah si nascondono sul retro. Le spie si rivelano e catturano il finto Rekkit, mentre Sarah entra per aiutare Jay. Jay e Sarah riescono a catturare anche le spie nella stessa gabbia del finto Rekkit. A quel punto il vero Rekkit entra, apre un portale per Chakabrak e rimanda le spie da dove sono venute.

### Il mistero dell'acqua scomparsa
Jay, Rekkit, Wally e Bean vanno alla "giornata del sindaco" sulla spiaggia. Rekkit dice di saper fare "nuotaggio", mentre Wally va da Sarah a dirle che Jay ha una cotta per lei, venendo bloccato dallo stesso Jay prima che accada l'irreparabile. Intanto Rekkit vede un uomo che si tuffa e nuota e pensa di imitarlo, ma sta per annegare e allora fa un incantesimo. In quel momento, Jay, Wally e Bean si accorgono dell'assenza di Rekkit e vanno a cercarlo in giro per la città, notando che manca l'acqua dappertutto: nella fontana, nella piscina, nei gelati. Jay capisce che dietro a questo c'è Rekkit. Quando Jay torna a casa, trova Rekkit già rientrato e gli estorce la confessione: Rekkit ha nascosto tutta l'acqua perché "l'acqua è cattiva e lo ha attaccato mentre faceva nuotaggio". Jay scopre che Rekkit non aveva respirato mentre nuotava e che quello era in realtà il problema. Guardando il telegiornale, Jay vede che lui stesso è considerato il principale sospettato data la sua associazione con Rekkit. Allora Jay e Rekkit tornano alla spiaggia, dove Rekkit rivela che ha nascosto l'acqua in uno dei quadri raffiguranti il sindaco, ma non ricorda quale. Alla fine, ricorda qual è il quadro giusto (uno in cui il sindaco gioca a poker con dei cani, parodia di un famoso quadro realmente esistente). Rekkit si ricorda di aver nascosto tutta l'acqua nella tazzina di uno dei cani, ma inavvertitamente la rovescia, inondando la stanza. È allora che Rekkit riesce a nuotare e salva Jay, recuperando tutta l'acqua in un secchiello magico, da cui poi la ridistribuisce in tutta la città. Rekkit conclude dicendo che ora che è un bravissimo "nuotante" non ha più paura di fare "nuotaggio".

### Rekkit è in pericolo
Arriva una lettera a sorpresa per Rekkit da Chakabrak, ma essendo una lettera "a sorpresa", por poterla leggere occorre sorprenderla. Organizzando una festa a sorpresa per lei, riescono a leggerla, scoprendo che un suo zio dà una grande festa a Chakabrak, ma Jay gli ricorda che su Chakabrak c'è Yoshimi che gli dà la caccia. Rekkit insegna a Jay la formula magica per farlo tornare a Chakabrak, che la prova mentre Rekkit va con Henrietta e Lorne a fare i preparativi. Rekkit evoca Arnold la sveglia che ha il compito di avvisare Jay quando sarà arrivato il momento di farlo rientrare a casa. Jay recita la formula magica e rimanda Rekkit a Chakabrak, restando con Arnold e immaginandosi continuamente Yoshimi che cattura Rekkit. Arnold rivela a Jay che Yoshimi voleva intrufolarsi alla festa. Jay allora recita la formula magica per farlo tornare, ma è ancora troppo presto e Rekkit resta imprigionato nel "paese degli specchi". Jay convince le gemelle Marisol ed Evita ad aiutarlo in cambio che Rekkit partecipi alla loro festa. Allora Jay entra nello specchio del bagno legandosi ad una corda tenuta dalle gemelle. Jay riesce a recuperare Rekkit quando le gemelle mollano la corda per andare a preparare una loro festa "riservata ai conigli di nome Rekkit". Una volta arrivati sul fondo del precipizio, passa un treno magico che riporta Jay e Rekkit a casa. Alla fine Rekkit, per onorare l'accordo con le gemelle, è costretto a partecipare alla festa delle gemelle, a cui partecipa anche Jay travestito da coniglio.

### Un Rekkit di troppo
Rekkit suggerisce a Jay di invitare Sarah al ballo della scuola, ma lui gli rivela che stavolta sono le femmine a invitare i maschi. Al parco, Rekkit racconta a Jay del suo primo amore, Blagitte, e gli rivela che il suo segreto per essere affascinante era una rapa magica, che Jay mangia. A scuola, però, Jay inizia a trasformarsi in un coniglio. Sul pulmino della scuola, Jay viene preso in giro e per difenderlo rivela che tutto è successo perché Jay voleva far colpo su una ragazza di cui "non vi dirò il nome, ma le sue iniziali sono S.K." (Sarah Kingston). Il risultato è che Sarah invita al ballo... Rekkit! Il coniglio accetta l'invito, ma confida a Jay che in realtà sarà lui stesso ad accompagnare Sarah. Rekkit fa un incantesimo su Jay che lo trasforma in una brutta copia di sé stesso. Il falso Rekkit va al ballo con Sarah, mentre il vero Rekkit spia da fuori. A un certo punto, Blagitte interviene attratta dalla rapa magica. Si genera un inseguimento, in cui Blagitte insegue Jay-Rekkit, Sarah insegue Blagitte temendo che le rubi Rekkit, e Jay-Rekkit insegue il vero Rekkit per cercare un rimedio. I due si incontrano in un ripostiglio e Blagitte e Sarah li ascoltano a loro insaputa, capendo tutto. Alla fine, il vero Rekkit fa tornare Jay alla sua forma naturale umana e tutti si divertono al ballo con Rekkit che fa da DJ.

### Rekkit perde la testa
Jay gioca con un modellino di elicottero, che poco dopo si scarica, ma grazie ad una lacrima di Rekkit riprende a funzionare. Jay scopre che le lacrime energizzate che Rekkit piange dopo aver mangiato cibo piccante ricaricano qualsiasi dispositivo elettronico istantaneamente, per cui le usano per ricaricare tutti i dispositivi presenti in casa. Jay riesce anche a tenere da parte un paio di lacrime di Rekkit in una boccetta. Nel frattempo il telegiornale informa che tutti gli abitanti della città stanno andando a casa di Jay per farsi ricaricare i dispositivi da Rekkit, il quale, dopo un po', perde la vista perché è esausto. Il professor Wiggsly usa uno stratagemma per catturare Rekkit: lo attira con una carota, che però Rekkit, a causa della sua vista offuscata, la scambia per un candelotto di dinamite, lanciandolo via. Wiggsly allora riesce a portare via Rekkit tramite una stanza finta, per portarlo al suo laboratorio scientifico, dicendo a Jay: "tu non hai idea di come sfruttare una scoperta scientifica per trarne profitto, mentre io sì!". Jay usa una delle lacrime nella boccetta per ricaricare se stesso e i genitori trasformando tutti e tre in supereroi. Wiggsly, intanto, non riesce a far piangere Rekkit, quindi decide di usare una macchina scambia teste. Jay, Henrietta e Lorne sopraggiungono, ma una volta giunti lì l'effetto delle lacrime si esaurisce, mentre le teste di Rekkit e di Wiggsly si staccano dai corpi. Jay poi risistema i loro corpi con l'altra lacrima dalla boccetta e tutto torna alla normalità, ma il corpo del professor Wiggsly non è stato ben ricostruito, per cui si ritrova il sedere davanti e il davanti di dietro.

### Teste di rapa
Wiggsly fa coltivare ai ragazzi un orto che sarà "fondamentale per la valutazione scolastica" e nomina Jay responsabile, minacciandolo che se non riuscirà a far crescere quell'orto, prenderanno tutti un'insufficienza. Rekkit ha molta fame e non conosce nessun incantesimo per far crescere l'orto, però può procurarsi della terra magica dalla "Gran Regina degli Gnomi", che gliela dà ma non fa in tempo ad avvisare Jay e Rekkit degli effetti collaterali prima di sparire. La mattina dopo, la classe di Jay trova l'orto completamente cresciuto, con verdure che sanno di cose che piacciono ai ragazzi, che ne mangiano, trasformandosi tutti in verdure parlanti. Vedendo questo, Jay evita di mangiarne una e impedisce a Rekkit di farlo. Wiggsly arriva e crede che il merito sia del suo concime, poi scopre Jay e Rekkit e li chiude in una capanna, di cui però lascia le chiavi dentro. I due escono, vedono Wiggsly che si porta via le verdure-ragazzi e lo inseguono fino al laboratorio sotterraneo della scuola, dove il professore sta per fare degli esperimenti su di loro. Anche in questo caso, però, Wiggsly lascia le chiavi fuori e così Jay riesce a entrare nel laboratorio, incappandosi nello "zerbino di colla anti-intrusi" e rivelando la verità al professore, che però pensa che Jay voglia rubargli la scoperta. Intanto Rekkit, ancora affamato, mangia la rapa Wally. Il pomodoro Sarah da un morso al dito di Wiggsly e Jay gli lancia una carota incantata che gli finisce in bocca, trasformandolo in una carota. Nel frattempo, Wally ritorna normale perché Rekkit ha "digerito la magia che c'era in lui". Il coniglio allora mangia tutta la classe, riportando alla normalità tutti i ragazzi. Dopo aver fatto promettere al professore di mettere a tutti una "A" (il voto più alto) per il progetto dell'orto, Jay invita Rekkit a mangiare la carota-Wiggsly, ma Rekkit a quel punto non ha più fame perché è sazio.

### Jay fifone
Jay, Rekkit e Sarah sono al cinema. Jay, a causa di alcune scene paurose del film, si nasconde sotto la poltrona, ma Sarah si accorge della sua paura solo quando Jay esce dal suo nascondiglio. Appena escono dal cinema, Jay diventa verde e si mette a litigare, scommettendo con Sarah di vedersi nel posto più spaventoso della città: il magazzino del formaggio! Rekkit spiega che il magazzino è infestato da fantasmi. Dopo il tramonto, Rekkit e Jay vanno al magazzino del formaggio, dove Jay si rende conto che non ci sono fantasmi. Allora Rekkit, per spaventare Sarah, chiede aiuto a Madame Oselda, che trasforma i formaggi in mostri spaventosi. Arriva Sarah, che viene rapita dai mostri, che si inchinano e la dichiarano "regina del formaggio". Jay vince la sua paura e va a salvare Sarah nel sotterraneo. Rekkit e Madame Oselda lo seguono. Jay pensa di spaventare i formaggi e Rekkit chiama Bean, che, visto che ama il formaggio, li mangia tutti voracemente, consentendo a Jay di salvare Sarah. Alla fine, è Madame Oselda a diventare "regina del formaggio" e Sarah ringrazia Jay e si scusa con lui.

### La luna smarrita
Jay vuole andare a vedere la partita dei Brachiosauri, la squadra di basket della città in cui gioca il suo idolo Pelé, ma Henrietta non gli dà il permesso. Rekkit allora usa un "ombrello giorno di sole", abbagliando Lorne che guidava e causando un incidente. Vedendo quanto Jay ci tenga alla partita, Henrietta gli concede di andare a patto che lui e Rekkit tornino prima del tramonto e che non usino la magia per il resto della settimana. Quando la partita sta per cominciare, la luna sta già salendo nel cielo, allora Rekkit distrae Jay e fa un incantesimo per rimpicciolire la luna e toglierla dal cielo. Tornati a casa, Jay va subito a dormire. La mattina seguente, si rende conto che nessuno ha dormito e c'è stato il sole tutta la notte. Rekkit allora rivela tutto a Jay, incluso il fatto che dopo aver rimpicciolito la luna, l'ha persa. Jay e Rekkit tornano allo stadio di basket, ma è chiuso. Dopo vari tentativi fallimentari, i due riescono a entrare nello stadio, dove scoprono che la luna è su un dente di Pelé. Jay e Rekkit aspettano Pelé fuori dallo stadio, riuscendo a prendergli la luna dal dente e rifilandogliene una finta al suo posto. Recuperata la luna, Rekkit la rimette al suo posto in cielo, facendo finalmente calare la notte su Muddlety Falls.

### Mister Patato
A Muddlety Falls c'è un concorso per ragazzi al di sotto dei 13 anni: "il piccolo Mister Patato". Rekkit vuole convincere Jay a partecipare, ma il ragazzo gli spiega che tutta la città lo prenderebbe in giro se lui si facesse vedere travestito da patata. Il problema è che Lorne lo ha già iscritto di sua iniziativa. Henrietta dice a Jay che non è un problema se non vuole partecipare, ma dovrà dirlo lui stesso a Lorne. Non volendo ferire i sentimenti di Lorne, Jay non se la sente di dirglielo. Lorne e Rekkit infatti sono entusiasti della cosa. La mattina del "festival della patata", Jay si mette il costume da patata, che però non gli piace affatto. Rekkit allora con un megafono evoca da Chakabrak Mister Patato, una patata con l'accento francese, che scopre che Jay ama le patatine fritte ma non vuole essere una patata e lo trasforma in una patatina fritta. Rekkit prova a fare un incantesimo per farlo tornare normale, ma invece lo trasforma in una patatina fritta ancora più grande. I due devono allora trovare Mister Patato. Rekkit lascia Jay sotto un albero mentre va a cercare Patato, ma su quell'albero ci sono dei corvi che vogliono mangiarsi Jay-patatina. Quest'ultimo allora fugge e viene catturato da Sam che sta passando casualmente sul suo furgone. Nel frattempo, Rekkit trova Patato e gli chiede di far ritornare normale Jay, riuscendo alla fine a convincerlo. Rekkit e Patato tornano sotto l'albero ma non trovano più Jay-patatina, che intanto è stato messo dentro un cannone celebrativo per l'inaugurazione del festival della patata. Rekkit e Patato arrivano al festival proprio mentre Jay-patatina viene lanciato in aria. Patato fa tornare Jay normale mentre quest'ultimo è ancora a mezz'aria. Una volta atterrato, Jay spiega a Lorne che cosa è successo. Lorne gli spiega che non è un problema, anche se lui stesso è stato Mister Patato in passato provando una grande gioia e voleva che Jay provasse la stessa gioia. Allora Jay si convince a partecipare, ma il Mister Patato di Chakabrak ha già vinto il concorso, anche se ha ben più di 13 anni, come Rekkit ci conferma in chiusura dell'episodio.

### La gara d'intelligenza
Jay vuole unirsi alla squadra di Sarah, Wally e Bean per la gara di intelligenza tra scuole medie, vinta per trent'anni dalla "scuola di Madame Herrington per super-super-intelligenti". Più tardi, in camera sua, Jay si è già pentito della cosa e Rekkit allora evoca da Chakabrak "Intelligentium", una specie di cuffia che fa ingrandire il cervello e aumenta l'intelligenza. Jay la usa più volte e ogni volta diventa sempre più intelligente. Rekkit gli sconsiglia di abusarne, ma Jay invece lo fa, fino a far dare più compiti a casa alla classe, che comincia a odiarlo. Sarah, Wally e Bean pensano che sia colpa del nuovo taglio di capelli di Jay e cominciano a inseguirlo con forbici e pettini. Trovatosi in un vicolo cieco, Jay usa un'altra volta l'Intelligentium, facendo diventare il suo cervello così grande da sollevarlo in aria come una mongolfiera. Sarah, Wally e Bean lo abbandonano, andando alla gara. Jay viene salvato da Rekkit, che lo porta a sua volta alla gara con delle incudini ai piedi per evitare di decollare. Alla gara, Jay usa ancora l'Intelligentium, che però lo fa decollare ancora una volta, facendogli esplodere il cervello e rendendolo stupido. La gara viene vinta ancora dalla scuola Herrington e la scuola di Muddlety Falls stabilisce il record negativo di sempre.

### Rekkit il mangiafarfalle
Gli Schmuftin si trovano alla festa per la fondazione di Muddlety Falls: Jay e Rekkit mangiano il gelato mentre Henrietta e Lorne si esibiscono. A un certo punto, arrivano le farfalle per impollinare le piante di fagiolo, ma Rekkit le mangia, spiegando che su Chakabrak sono un pasto prelibato, scandalizzando tutta la città e facendole fuggire. Rekkit viene minacciato di essere bandito dalla città se non farà tornare le farfalle. Come prima cosa, Jay cerca di far passare a Rekkit la voglia di mangiare le farfalle. Dopo vari tentativi falliti, Rekkit spiega che ci sarebbe una magia che gli impedirebbe di mangiare le farfalle, ma non vorrebbe farla per non essere costretto a rinunciare a una tale prelibatezza. Alla fine, Jay riesce a convincerlo e Rekkit fa l'incantesimo. Poi, Jay e Rekkit vanno dalle farfalle e il ragazzo riesce a convincerle che Rekkit non è più un pericolo per loro, ma scoprono che l'incantesimo ha in realtà invertito le cose e ora sono le farfalle che vogliono mangiare Rekkit. Jay e Rekkit fuggono inseguiti dalle farfalle, fino a raggiungere i campi di fagioli dove li aspetta anche tutta la cittadinanza. Rekkit fa un controincantesimo e le farfalle vanno finalmente a impollinare le piante. In realtà però le mangiano invece di impollinarle. Jay e Rekkit vengono allora costretti a piantarne di nuove.

### Foto da rockstar
Henrietta e Lorne si stanno preparando per un'audizione. Jay vede le foto sul loro book, che sono orribili. Allora Jay fa delle nuove foto, ma scopre solo più tardi grazie a Lorne che la macchina fotografica che ha usato è a pellicola e non digitale e quindi non ha fatto nessuna foto in realtà. Rekkit allora fa usare a Jay una delle sue macchine fotografiche chakabrakkiane, mettendo l'impostazione "rockstar" che ha L'effetto di trasformare Henrietta e Lorne in strane creature di Chakabrak. Jay e Rekkit cercano allora in tutti i modi di impedire ai genitori di vedersi riflessi nello specchio e anche di vedersi tra loro. Alla fine, però, i due si vedono e scoprono la cosa. Per rimediare, poiché hanno rotto la macchina fotografica, Rekkit evoca da Chakabrak Mister Brushy, un pennello da cipria parlante che fa il make-up artist. Alla fine Brushy acconsente a truccare Henrietta e Lorne mentre Rekkit cerca di riparare la macchina fotografica. Jay e Rekkit riescono a riparare la macchina fotografica prima di andare al locale dove c'è l'audizione davanti al manager. Alla fine della canzone, però, il trucco di Brushy cede ed Henrietta e Lorne rivelano il loro aspetto mostruoso. Il manager li scrittura lo stesso e prende la macchina fotografica di Rekkit, fotografando tutti e quattro gli Schmuftin (Rekkit compreso) con l'impostazione "rockstar", trasformando anche Jay e Rekkit in mostri.

### Rekkit testimonial
Questo episodio è sostanzialmente una continuazione del precedente. Henrietta e Lorne, tornati normali, sono nello studio di registrazione del manager per fare un provino per un jingle pubblicitario. Jay e Rekkit sono dall'altra parte del vetro insieme al tecnico del suono. Rekkit usa la sua cuffia per entrare nello studio, dove il manager gli dice che è il testimonial perfetto per la carta igienica "Coniglietto". Rekkit firma il contratto a patto che siano Henrietta e Lorne a cantare il jingle. I genitori si danno alla bella vita, mentre Rekkit viene pagato in carta igienica. Il manager inizia a sfruttare Rekkit in modo esagerato e dopo un po' Jay si stufa della situazione, che gli impedisce di avere l'amicizia di Rekkit per i troppo impegni di quest'ultimo. Anche il coniglio comincia a sentire la fatica. Jay e Rekkit decidono allora di leggere il contratto, che dice che se Rekkit si licenzia Jay e Rekkit dovranno lavare per sempre i gabinetti della società e anche Henrietta e Lorne saranno licenziati. I due cercano allora un metodo per aggirare il contratto e pensano di rendere Rekkit "non più soffice e coccolabile", trasformandolo in un coniglio sporco e puzzolente in modo che sia il manager a non volere più Rekkit e non il coniglio a licenziarsi. Rekkit si manifesta nel suo nuovo repellente stato davanti al manager e al presidente della società, che lo vogliono cacciare subito ma non possono perché il contratto prevede un preavviso di 2 settimane. Jay allora dice al manager e al presidente che Rekkit potrebbe accettare di andarsene subito a patto che ad Henrietta e Lorne sia consentito di continuare a lavorare. La proposta viene accettata e Rekkit torna a casa per farsi una doccia.

### Rekkit umile servitore
Jay e Rekkit stanno giocando a pallavolo quando un ramo sta per cadere in testa a Rekkit. Evita e Marisol lo salvano con un lazo. Poiché gli hanno salvato la vita, Rekkit giura di servirle secondo "le leggi del magico reame" e viene trasportato dalle gemelle a casa loro. Le gemelle iniziano a sfruttare Rekkit per tutti i loro peggiori giochi e Jay decide di salvarlo. Jay gli fa recapitare un paio di orecchie contenenti auricolari, in modo da poter comunicare con lui tramite un walkie-talkie durante l'esecuzione del suo piano. Mentre le gemelle giocano a tennis, Rekkit, su ordine di Jay, lancia la palla contro una delle gemelle e va a confidarsi con l'altra dicendole che la prima lo vuole far scappare con sé mentre essa è distratta. Le gemelle allora iniziano a litigare credendo ognuna che l'altra voglia scappare con Rekkit, fino a intimargli di andarsene, rompendo l'incantesimo del magico reame. Rekkit allora è libero di seguire Jay e tornare a casa, ma viene catturato da una trappola piazzata dallo stesso Jay. Dopo averlo liberato, mentre Rekkit sta precipitando verso terra, Jay si piazza proprio sulla sua traiettoria intimandogli di usare "il potere delle orecchie" a elica. Rekkit lo fa e precipita a terra senza farsi male. Quindi Jay ha salvato la vita a Rekkit e il coniglio gli giura fedeltà come servitore come aveva fatto prima con le gemelle. Jay però gli dice che lui non vuole un servitore, ma solo il suo migliore amico.

### Rekkit perde la coda
Jay insegna a Rekkit a pattinare, ma Rekkit perde il controllo, così un accalappiacani riesce a catturare la sua coda. Senza la sua coda, Rekkit non riesce più a controllare la sua magia, quindi devono riuscire a riprenderla. Per recuperarla vanno al canile e mentre Wally e Bean distraggono l'accalappiacani, Rekkit e Jay entrano dalla finestra. Rekkit pesta inavvertitamente un pulsante sul pavimento, facendo intrappolare entrambi in una scatola di ghiaccio e causando la comparsa di vari laser e congegni di sicurezza all'interno della stanza. 2 cani intrappolati in una gabbia del canile, di nome Louie e Steve, rivelano loro un piano per liberare Rekkit. Jay fa quello che i cani gli dicono e riesce ad arrivare al pannello di controllo del sistema di sicurezza, digita il codice di apertura e libera sia Rekkit che i due cani. Rekkit inavvertitamente pesta ancora il pulsante, venendo nuovamente intrappolato. Jay, Louie e Steve lo liberano per la seconda volta, riuscendo nel processo anche a recuperare la sua coda.

### Lo smoking stregato
Per Jay è il giorno della visita mensile alla nonna Greta, madre di Henrietta, che ama vivere nell'aristocrazia e pretende che tutti vestano eleganti in casa sua. Jay deve quindi indossare lo smoking e suggerisce a Rekkit di restare a casa. Rekkit però vuole andare con Jay e quindi chiede aiuto a Raggy, una cassaforte che vende oggetti magici, per procurarsi uno smoking prima di raggiungere Jay per strada. Insieme arrivano a casa della nonna, dove trovano il marinaio Sam che fa la corte a nonna Greta, venendo da essa rifiutato. Jay e Rekkit entrano nella casa della nonna e Rekkit, senza rendersene conto, comincia a parlare in modo raffinato ed educato con la donna, fino quasi ad innamorarsene. Jay capisce che lo smoking è stregato e riesce a levarglielo, ma esso prende vita e tenta di prendere Rekkit per indossarsi a lui. Il coniglio riesce a fuggire. Il marinaio Sam, innamorato della nonna di Jay, si arrabbia con il coniglio e lo insegue per conquistare l'amore della donna. Si genera così una scena di inseguimento in perfetto stile comico tra Jay, Rekkit, lo smoking, la nonna e Sam. Alla fine quest'ultimo, per strategia di Jay, viene investito dallo smoking stregato che si indossa a lui e così tutti sono contenti: lo smoking ha un corpo che lo indossi, Sam è vestito elegante e riesce a conquistare la nonna e Jay ritrova il suo migliore amico.

### I terribili ninja della moquette
Jay ha promesso alla madre di pulire la sua stanza e quindi Henrietta toglie a lui e Rekkit i videogiochi a cui stanno giocando. Per fare presto, Rekkit prova a usare la magia, ma come al solito l'incantesimo ha effetti indesiderati. In questo caso, l'effetto è di trasportare Jay e Rekkit in una specie di foresta. Quando vedono Lorne gigante, capiscono di essersi in realtà rimpiccioliti e di essere nella moquette della camera di Jay. Rekkit e Jay incontrano una famiglia di pulci, che riconoscono in Rekkit la loro precedente casa e quindi diventano gentili con loro insistendo per ospitarli e perché i due combattano per loro la "grande battaglia" contro i loro rivali, i "ninja della moquette". Jay chiede a Rekkit di farli tornare alla loro dimensione normale, ma Rekkit non ricorda l'incantesimo necessario. Sono quindi costretti a restare nella moquette e a combattere. Jay pensa allora di applicare le stesse tattiche di combattimento del videogioco alla battaglia contro i ninja. Durante la battaglia Henrietta entra in camera di Jay e calpesta la moquette, distruggendo la casa delle pulci e rendendo quindi inutile la battaglia. Il capo dei ninja riconosce Rekkit e spiega che anche loro vivevano sul suo corpo. Le due tribù rivali fanno pace e festeggiano con una danza che Rekkit riconosce essere l'incantesimo per tornare alla dimensione normale. La figlia del capo della tribù delle pulci promette che in cambio del loro aiuto li aiuteranno con le pulizie. Jay e Rekkit tornano grandi, chiedendosi come faranno le pulci ad aiutarli. Dalla moquette si vede allora partire un incantesimo che per magia pulisce completamente la stanza. Henrietta si complimenta con Jay per il risultato e credendo che sia stato Jay a pulire la stanza restituisce a lui e Rekkit i videogiochi.

### Cambio di personalità
Henrietta sta per sostenere un colloquio di lavoro a casa sua per diventare insegnante di musica. Sia la casa che i membri della famiglia devono essere perfetti. Per prepararsi, Rekkit usa una macchinetta che però impazzisce e gli taglia il pelo su tutto il corpo tranne che sul muso. Insieme con il pelo, Rekkit perde anche la sua identità, e crede di essere Lorne. Proprio mentre Rekkit-Lorne incontra il vero Lorne il professore di musica suona il campanello. Mentre Henrietta sostiene il colloquio, Jay e Lorne cercano di capire cosa sia successo a Rekkit. Quando Jay tira fuori il cappello magico tramite cui Rekkit è stato evocato nel primo episodio, Rekkit ha un altro cambio di personalità e questa volta crede di essere il mago Yoshimi. Spogliandosi dei vestiti di Lorne, Rekkit rivela a Jay di non avere più pelo sul corpo e Jay capisce cos'è successo. Intanto Jay e Lorne decidono di portare Rekkit-Yoshimi fuori casa attraverso la finestra per non disturbare il colloquio di Henrietta, che viene scambiata per Rekkit stesso da Rekkit-Yoshimi. Il professore scappa da casa Schmuftin spaventato. Jay prende la pelliccia bianca di Henrietta e la mette addosso a Rekkit, che recupera la sua vera identità.

### Micio contro Rekkit
Tornando a casa, Jay trova un gattino in un vicolo e lo porta a casa. Henrietta decide di tenerlo e chiamarlo Mister Tenerezza. Rekkit non è per niente contento e spiega che su Chakabrak i gatti sono "assistenti di magia di second'ordine e vogliono rubare il posto a noi conigli" e che quel gatto è "un essere diabolico". In effetti, il gatto è amabile con tutta la famiglia tranne che con Rekkit, a cui soffia. Vedendo di non essere più gradito dalla famiglia Schmuftin, che gli preferisce il gatto, Rekkit se ne va di nascosto, vagando per la città sotto la pioggia. Quando Jay vede che Rekkit non c'è più in camera sua, capisce di avere un problema e va a dirlo ai genitori. È a questo punto che il gatto inizia a parlare e rivela che Rekkit aveva perfettamente ragione a dubitare di lui. Rekkit ritorna a casa e rivela che quel gatto era l'assistente di Yoshimi prima di lui fino a quando non venne licenziato. A questo punto il gatto prende la sua vera forma e rivela il suo vero nome: Asreal. Rekkit e Asreal ingaggiano un duello di magia per stabilire chi dei due rimarrà a casa Schmuftin. Asreal crede di vincere usando su Rekkit la "scatola della sparizione permanente", che però quando lui era assistente di Yoshimi non era ancora stata perfezionata e infatti non funziona. Rekkit invece conosce la versione finale funzionante della scatola e la usa su Asreal, facendolo sparire e riguadagnadosi il suo posto nella famiglia Schmuftin.

### Rekkit innamorato
La classe di Jay va in visita ad un museo che espone una femmina di yeti imbalsamata, la quale viveva nei boschi cibandosi solo di "uova dell'estinto uccello puzzola". Inavvertitamente Rekkit fa cadere lo yeti, restandoci intrappolato sotto. Allora evoca un papero di nome Quack Jack che libera Rekkit facendo da cric. La magia ha però l'ulteriore effetto di riportare in vita la femmina yeti, che viene chiamata Tiffany da Rekkit. I due si innamorano a seguito della magia di Quack Jack. Tiffany viene allora ospitata in camera di Jay insieme a Rekkit, che chiede aiuto a Jay perché vorrebbe uscire con lei e non sa come comportarsi. Jay a sua volta chiede aiuto a Sarah, che prepara i due all'appuntamento, che vede le due coppie (Jay e Sarah, Rekkit e Tiffany) al ristorante. A un certo punto, Quack Jack entra nel ristorante e per mettere fine alla situazione vola verso Rekkit e Tiffany, ma invece colpisce in pieno il preside Grumble, che per la magia dall'uccello dell'amore si innamora della femmina yeti, scappando con lei. Rekkit e Grumble diventano rivali in amore, contendendosela. Alla fine Jay ha un'idea: fare evocare a Rekkit delle uova di uccello puzzola per farsi inseguire da Tiffany fino al bosco. Nel frattempo, Quack Jack rientra in scena dal cielo schiantandosi di nuovo contro Grumble e annullando l'effetto della magia su di lui. Rekkit getta l'ultimo uovo nella foresta, abbandonando Tiffany al suo destino.

### Jay-Stradamus
Jay e Rekkit vanno a vedere un incontro di wrestling, ma i loro posti sono troppo lontani dal ring e Jay non riesce a vedere bene lo spettacolo. Per aiutarlo, Rekkit evoca un paio di occhiali. Jay li prova e scopre che tramite quegli occhiali riesce a leggere il pensiero. In camera di Jay, gli occhiali si animano, spiegano a Jay che in realtà sono loro a leggere il pensiero e reclamano il credito, ma Jay li convince a tenere il segreto. Jay dà uno spettacolo di magia e lettura nel pensiero con il nome d'arte di Jay-Stradamus. All'inizio lo spettacolo va piuttosto male, ma Jay si ravviva quando Rekkit mette in contatto i presenti con gli occhiali tramite dei raggi magici che proiettano il pensiero in aria. Il Professor Wiggsly insinua che Jay sia un alieno e spaventa il pubblico, rivoltandolo contro Jay, che però si nasconde e riesce a fuggire. Resta solo Wiggsly, che scopre che l'alluminio indossato sulla testa blocca la lettura del pensiero. Jay gli rivela che è merito degli occhiali e Wiggsly riesce a farseli consegnare per analizzarli, ma in realtà Rekkit gli ha consegnato degli occhiali finti e i veri occhiali sono salvi.

### Basta con le regole
Rekkit e Jay vogliono andare al cinema, ma Henrietta glielo vieta perché le regole sono le regole e Jay conclude che le regole non gli piacciono. Rekkit per aiutarlo evoca Arnold, che però dice di aver chiuso con la magia. Rekkit lo convince a cambiare idea. Jay e Rekkit tornano da Henrietta a chiedere di andare a vedere il film e Arnold fa una magia per eliminare le regole di Henrietta. Da allora Arnold inizia ad eliminare le regole in giro per la città: in autobus, al parco, fino ad eliminare la legge di gravità. Tutti i cittadini di Muddlety Falls cominciano ad alzarsi in volo, compresi Rekkit e Jay, che capiscono immediatamente che dietro questo c'è Arnold. Trascinandosi per aria, i due arrivano al cinema, dove si legano all'edificio e iniziano ad acchiappare al lazo le persone volanti, mettendole tutte dentro il cinema ammassate contro il soffitto. Ma nel frattempo anche Arnold vola via, proprio mentre l'edificio del cinema si stacca da terra sotto il peso invertito delle persone ammassate sul soffitto e prende il volo. Dirigendo l'edificio con il suo soffio, Rekkit permette a Jay di salvare Arnold, che però dà la colpa a loro per l'accaduto perché lo hanno fatto ricominciare con la magia e spiega che i suoi incantesimi durano solo un giorno. Jay decide allora di accelerare il tempo girando le lancette di Arnold fino all'arrivare dell'indomani. La gravità viene allora ripristinata e l'edificio comincia a precipitare a terra. Usando Rekkit a mo' di paracadute, l'edificio viene fatto ritornare al suo posto e le persone salvate. Henrietta è arrabbiata con Jay e Rekkit ed intima loro di tornare a casa.

### Una festa di compleanno speciale
È il compleanno di Jay e Rekkit lo sveglia di soprassalto con il suono di 3 trombette e urlando: "Buon compleanno Jay!" Henrietta e Lorne gli hanno organizzato una festa in un ristorante piratesco, invitando anche le gemelle Evita e Marisol, oltre che Wally, Bean e Sarah. Jay deve esprimere un desiderio davanti alla torta di compleanno ed esprime il desiderio di essere trattato da adulto. Rekkit allora anima la nave, che prende il largo mentre lo staff del ristorante se la dà a gambe. Jay involontariamente fa calare l'ancora, fermando la nave. Jay si autonomina capitano della nave e dirige gli altri. Rekkit gli fa notare che "tutti gli danno retta come se fosse un adulto". Jay ringrazia Rekkit, il quale esultando lancia del sale magico animando l'ancora e un cannone, che prendono d'assedio la nave. L'ancora animata schiavizza i ragazzi costringendoli a cucinare dei bastoncini di pesce. Jay ha l'idea di gettare i bastoncini a mare, in modo da far gettare l'ancora a mare, e poi confonde il cannone fino a mandarlo fuori di testa. Inavvertitamente Rekkit lancia di nuovo il sale magico, rendendo la nave affamata di bastoncini di pesce. Gettando una scia di bastoncini in mare, Rekkit riesce a far tornare la nave a terra, ma lo schianto è molto violento e lancia i ragazzi per aria. Alcuni atterrano sul gelato del marinaio Sam, mentre Jay e Rekkit atterrano proprio davanti a Henrietta e Lorne.

### La saponetta portafortuna
Jay e Rekkit partecipano come squadra a una gara di go-kart contro le gemelle Marisol ed Evita, che vogliono fare una scommessa: se vincono Rekkit e Jay, le gemelle faranno quello che loro vogliono per un giorno, mentre se vincono le gemelle Rekkit sarà loro per sempre. Rekkit malauguratamente accetta. Rekkit mostra a Jay una saponetta portafortuna regalatagli dal suo eroe di infanzia: il pilota Sir Terrence. Le gemelle tramite un elicottero rubano la saponetta. Dopo qualche tentativo fallito, Jay si rende conto che a Rekkit serve davvero quella saponetta per riuscire a guidare bene. Rekkit allora evoca il suo eroe e lo convince involontariamente a guidare il loro go-kart. Le gemelle però intervengono e convincono Sir Terrence a correre per loro. Jay, Rekkit e Bean, che fa loro da assistente, si intrufolano come ladri in casa delle gemelle e riescono a recuperare la saponetta. Durante la gara, Sir Terrence modifica per magia il percorso e ricorre a vari stratagemmi per tenere a bada Rekkit e Jay, fino a evocare una nuvola di pioggia che fa sciogliere la saponetta. Jay allora prende i comandi del go-kart proprio mentre Sir Terrence si ferma nel mezzo del percorso, convinto di aver già vinto e di poter bere una tazza di tè. Rekkit e Jay lo superano e le gemelle allora recuperano il loro kart e corrono da sole. La gara finisce al fotofinish, con Rekkit che fa vincere la loro squadra allungando la lingua. Come conseguenza, le gemelle e pure Sir Terrence sono costretti a fare i servitori di Rekkit e Jay per un giorno.

### Abraca-oh no!
Wally dà una festa a cui ha invitato un prestigiatore ad esibirsi invece di Jay, perché a quest'ultimo non riescono i trucchi. Rekkit e Jay vanno alla festa. Mentre Jay è con i suoi amici, Rekkit incontra il prestigiatore (il Mago Randy), che crede che Rekkit sia una persona in costume. Rekkit vede un coniglio che Randy usa per i suoi numeri chiuso in una gabbia e pensa che sia malvagio, facendosi prendere dal panico e facendo involontariamente sparire Randy dentro al suo cappello. Rekkit chiama Jay e mentre Wally, Bean e gli altri stanno aspettando lo spettacolo, Jay gli spiega che Randy non è un vero mago come Yoshimi. Il pensiero di Yoshimi convince Rekkit, che cerca di recuperare Randy dal cappello, scoprendo però che c'è "un ingorgo". Allora Rekkit evoca un idraulico di Chakabrak che però dice che ci vogliono un paio d'ore. Rekkit propone a Jay di esibirsi lui nel frattempo, cosa che Jay all'inizio non vuole fare, ma poi si presenta sul palco travestito da cugino di Randy e inizia ad esibirsi. Dopo qualche iniziale difficoltà, Jay inizia a prendere confidenza con i trucchi, che iniziano a riuscirgli. Intanto, Rekkit e l'idraulico riescono a tirare fuori Randy dal cappello, facendolo piombare direttamente sul palco. Randy però fallisce il suo numero e Jay (ancora travestito) viene invitato di nuovo da Wally, ancora ignaro della sua vera identità, ad esibirsi alla prossima festa.

### Le scarpe magiche
Jay vede alla TV una pubblicità di una marca di scarpe e vorrebbe acquistarne un paio per fare colpo su Sarah. Rekkit va da Raggy e acquista un paio di scarpe che "sono identiche a quelle che piacciono molto" a Jay. Jay le prova, scoprendo che sono scarpe magiche che lo fanno correre come un pazzo scatenato. Jay chiede a Rekkit di toglierle, ma il coniglio non ci riesce. Almeno le scarpe magiche si rivelano utili per falciare il prato delle gemelle Evita e Marisol, ma le scarpe fanno partire Jay velocissimo a giro per la città con il tagliaerba fino a ripiombare in camera sua sfondando il tetto. Rekkit non riesce a trovare una soluzione valida, per cui Jay è costretto ad usare dei blocchi di piombo per andare all'appuntamento con Sarah mentre Rekkit va in cerca delle istruzioni delle scarpe. Rekkit si ricorda di avere gettato le istruzioni in un quadro raffigurante un bosco all'interno del locale di Raggy e vi ritorna immediatamente, scoprendo che le istruzioni sono state prese da uno scoiattolo ben poco amichevole. Con l'aiuto di una ghianda, Rekkit riesce a liberarsi dell'ostacolo e recupera le istruzioni. Nel frattempo, quando Jay si trova al cinema, si toglie i blocchi dai piedi, ricominciando a correre intorno alla sala e spaventando il pubblico, che fugge dal cinema. Anche Jay esce e fuori dal cinema trova Rekkit con le istruzioni, ma Jay involontariamente le strappa a causa della velocità delle scarpe. Rekkit riesce a togliere le scarpe magiche mediante un calzascarpe magico allegato alle istruzioni e Rekkit e Jay accompagnano Sarah a casa.

### Vincere le paure
Jay ha un incubo, come tutti gli anni prima dell'esame di ginnastica. Rekkit si offre di entrare nel sogno di Jay per aiutarlo, tramite un passaporto magico per i sogni. Non appena Jay si addormenta, Rekkit si ritrova catapultato nel suo sogno, dove trova un Jay in pigiama a scuola che gli chiede di ritrovare i suoi vestiti. Arrivano al suo armadietto, dove trovano un mucchio di lucchetti, che Rekkit riesce ad aprire. Dall'armadietto esce un mostro che rappresenta le paure di Jay e indossa i suoi vestiti. Nel sogno appare Lorne che dice a Jay: "non devi combattere le paure ma fartele amiche". Allora, Jay e Rekkit iniziano a fare complimenti al mostro, che inizia a rimpicciolirsi. Quando Jay propone al mostro di diventare amici, questo capisce l'inganno e ritorna alla dimensione precedente. Spaventato dal mostro, Jay si sveglia di soprassalto, lasciando Rekkit intrappolato nel suo sogno. Mentre Jay cerca inutilmente di riaddormentarsi, Rekkit subisce gli attacchi del mostro e gli lancia contro una serie di oggetti, tra cui il passaporto dei sogni. Intanto Jay riesce a riaddormentarsi e rientra nel sogno. Rekkit gli rivela cosa è successo. Lorne riappare e dice a Jay che deve "vincere lo squalo-rana della paura con le sue forze". Jay allora sfida il mostro a duello, che accetta. Il duello consiste in una corsa ad ostacoli nella palestra della scuola. Jay perde tutte le prove, ma a un certo punto supera il mostro. All'inizio dell'ultimo scivolo, Jay si fa riprendere dalla paura e il mostro ricomincia a crescere. Lorne riappare e dice a Jay che può farsi aiutare da Rekkit, cosa che lui prontamente fa, vincendo la gara. Il mostro scompare, consentendo a Rekkit di recuperare il passaporto e fare tornare entrambi a casa.

### Un segreto non segreto
Rekkit viene a sapere che Jay, ormai cresciutello, ha ancora il bisogno di abbracciare il suo pupazzo preferito quando ha paura, ma questo è un segreto di cui solo Henrietta è a conoscenza. Jay fa promettere a Rekkit che non rivelerà il suo segreto. La mattina dopo, con sorpresa, da sotto la pelle di Rekkit spunta fuori un mostriciattolo peloso che dice soltanto: "Jay abbraccia ancora il suo pupazzo!", ovvero il terribile segreto che Jay si tiene dentro e non vuole far sapere a nessuno. Rekkit spiega che questo succede ogni volta che lui tenta di tenere un segreto e che sparirà soltanto quando confesserà tale segreto a qualcuno che ne è all'oscuro. Quella stessa mattina, Sarah arriva a casa di Jay per fare i compiti insieme e Jay cerca di liberarsi del mostro facendogli rivelare il segreto a Lorne, che però lo sa già perché glielo ha detto Henrietta. Rekkit allora tenta in tutti i modi di liberarsi del mostro mentre Jay è con Sarah. Rekkit interrompe Jay e lo fa venire in cucina perché il mostro si è infilato nelle tubature. Jay si accorge che il mostro sta crescendo, infatti presto diventa troppo grosso per infilarsi nelle tubature della cucina e allora si infila nei muri, fino ad arrivare in camera di Jay, dove c'è Sarah. Alla fine, costretto dagli avvenimenti e da Sarah, Jay lascia che il mostro le riveli il segreto. Appena questo succede, il mostro scompare. Sarah dice a Jay che non importa e rivela a Rekkit il suo segreto (e cioè che lei abbraccia ancora il suo orsacchiotto), così nel pelo del coniglio nasce un altro mostriciattolo.

### La gara culinaria
Da quando Lorne è partito, Henrietta non riesce a cucinare più nulla e infatti ha bruciato il pasticcio che stava cucinando. Rekkit lo mangia e rivela a Henrietta che su Chakabrak il pasticcio bruciato sarebbe una prelibatezza e infatti la iscrive a una gara culinaria sul suo pianeta contro un troll, un robot e una vecchietta. Il troll viene eliminato perché stava per mangiarsi Rekkit e il regolamento vieta di mangiarsi gli avversari. Jay e Rekkit si uniscono alla squadra di Henrietta. La prima prova consiste nel cucinare un piatto con il "cavolo rumoroso". Il robot viene eliminato perché il suo pollo scappa via prima di essere assaggiato. La seconda prova consiste nel cucinare un piatto con il "fungo ascella gigante" e finisce in pareggio tra Henrietta e la vecchietta. Il conduttore rivela agli Schmuftin che se Henrietta perderà la prova finale, Rekkit e Jay dovranno restare a Chakabrak per sempre. La vecchietta rivela la sua vera identità come una spia di Yoshimi. La prova finale consiste nel cucinare un piatto con dei "ventrigli di drago" ed Henrietta decide di fare il pasticcio che non riusciva a cucinare all'inizio dell'episodio. Nel frattempo, Jay e Rekkit si documentano sul regolamento e trovano un cavillo per far vincere Henrietta. Yoshimi se la prende con il conduttore e poi va via minacciando Rekkit. In quello stesso momento, Henrietta, Rekkit e Jay sono automaticamente teletrasportati a casa.

### La vacanza dell'amicizia
Jay prova un'altalena, ma cade proprio mentre arriva Sarah e cadendo pesta una gomma da masticare, che poi dimenandosi gli arriva su tutto il corpo. Per rimediare, Rekkit fa degli incantesimi, ma i risultati come al solito sono, per così dire, non perfetti. Jay, esasperato, propone a Rekkit una "vacanza dell'amicizia", durante la quale "ognuno potrà pensare alle sue cose" e Rekkit "potrà aiutare qualcun altro", indicando Bill, ma senza farsi vedere da lui. Rekkit inizia a seguire di nascosto Bill e a fare delle magie su di lui con i soliti esiti inaspettati, ma che poi si rivelano positivi: fa apparire un tutù su Bill che diventa un regalo perfetto per Sarah e poi trasforma Bill in un frullato che si rovescia per strada facendo scivolare dei rapinatori, consentendo il loro arresto da parte dei poliziotti che li inseguivano. Nel frattempo, Jay si accorge che Rekkit gli manca e torna a cercarlo, trovandolo per strada. Rekkit gli rivela allora che secondo le regole di Chakabrak, avendo fatto dei favori a Bill, dovrà servire solo quest'ultimo per un anno intero. Bill è contrario e Jay rivuole Rekkit con sé, quindi sono tutti d'accordo che qualcosa deve essere fatto per risolvere la situazione. La soluzione è andare tutti e tre sul pianeta Zippelquik, che fa il giro intorno al sole in pochi secondi. Una volta tornati sulla terra, scoprono di essere diventati anziani, poiché un anno su Zippelquik equivale a 60 anni terrestri. Rekkit con la sua magia riesce a riportare i tre indietro nel tempo fino alla loro età normale. Jay promette a Rekkit che non faranno mai più una "vacanza dell'amicizia".

### Il collare dell'invisibilità
Jay, Rekkit, Wally e Bean stanno giocando con il cane di quest'ultimo e Jay esprime il desiderio che i suoi genitori gli permettano di avere un cane. Rekkit apre un portale e vi sparisce dentro per ore. Quando ritorna, ha con sé un cucciolo di drago che si comporta come se fosse un cane. Jay lo adora e lo chiama Bob. Jay, Rekkit e Bob si divertono per tutta la giornata, ma quando stanno tornando a casa Jay si ricorda che Henrietta ha detto: "non voglio vedere altri animali in questa casa". Jay allora pensa di rendere Bob invisibile e Rekkit si procura un "collare dell'invisibilità". Le gemelle passano e vedono il collare luccicare ma non vedono Bob che lo indossa. Si avvicinano per prenderlo e Bob anche se è invisibile sputa loro fuoco addosso. Jay e Rekkit si divertono nell'assistere alla scena e decidono di divertirsi ancora un po' con il draghetto invisibile facendo scherzi a giro per la città. Jay e Rekkit rientrano a casa con il coniglio che nasconde il draghetto dietro al suo enorme corpo. Lorne convoca la famiglia e rivela a tutti che "un collare fantasma sta spaventando il vicinato" e che lui intende dargli la caccia. Bob, ancora invisibile, si rivela e viene inseguito da Lorne. A un certo punto Jay lo recupera e gli toglie il collare, rendendolo visibile e spiegando tutto ai genitori. Alla fine, Bob è costretto a tornare nel suo mondo e per portarli con sé offre a Jay e Rekkit due collari dell'invisibilità. Rekkit fa immediatamente sparire Bob con la sua magia, riportandolo finalmente nel suo mondo.

### Fresco come una margherita
Dopo aver subìto un'altra delusione durante l'allenamento di pallavolo, Jay si reca nello spogliatoio dove vede, con imbarazzo, che il suo compagno Bill usa un deodorante. Per assecondarlo, Jay dice a Bill che anche lui usa il deodorante, anche se non è vero. Insieme a Rekkit, vanno in un negozio per comprarne uno, ma si sente in imbarazzo e nella fretta compra uno spray sbagliato: uno shampoo per capelli. Non volendo più tornare nel negozio per l'imbarazzo provato, Jay chiede a Rekkit di crearne uno apposta per lui. Rekkit lo accontenta, ma, dopo averlo messo sotto le ascelle, gli crescono improvvisamente delle margherite che pur rimuovendole continuano a crescere. Dopo averci provato in tutti i modi, Rekkit, per eliminare definitivamente i fiori di Jay, chiama due furetti puzzolenti chiamati gli "eliminatori": Dillo e Ridillo. Nel frattempo, Jay deve andare alla partita di pallavolo, dove spera tanto di non giocare vista la puzza che emanano le sue ascelle a causa degli "eliminatori". Purtroppo Bill si fa male in campo scivolando su uno sputo di uno dei furetti e Jay è costretto a giocare, ma non vuole alzare le mani. Dopo aver perso qualche punto, Jay finalmente alza le mani e realizza una schiacciata che fa vincere la sua squadra.

### L'allegro arcobaleno... troppo allegro
Rekkit, durante una festa all'aperto, combina un disastro rovinando l'intera atmosfera della festa. Viene quindi evocato un suo simile ed ex compagno di scuola di nome Arcobaleno, un coniglio dalla pelliccia giallo scuro, che rimette a posto le cose. Rekkit spiega a Jay che i poteri di Arcobaleno riguardano solo ed esclusivamente arcobaleni, nuvole ed uccellini, cosa che infastidisce Rekkit ma fa piacere a tutti gli altri, inclusi Jay, Henrietta, Lorne e Sarah. Una notte, però, Rekkit scopre che Arcobaleno era in realtà scappato dalle prigioni del Re della Terra dei Manzi, Charles Macinato l'"Ammalia-Bistecchiere". Quest'ultimo, dopo l'arrivo di Rekkit, spiega che la fuga di Arcobaleno fu causata da un litigio per via di una bistecca troppo salata. L'indomani, durante la partita di pallavolo, mentre Arcobaleno fa la cheerleader e distrae Sarah nel suo servizio, Rekkit evoca Charles Macinato, che finge di voler passare sotto la sua protezione, ingelosendo Arcobaleno al punto da essere costretto a fare pace con Charles Macinato e tornare a casa a Chakabrak.

### La festa a sorpresa
Rekkit si accorge che qualcosa non quadra perché vede un lucchetto al frigorifero e decide di indagare. In camera di Jay vede che non ci sono più le sue foto appese. Rekkit evoca Arnold la sveglia, che gli dice di non fare un incantesimo, ma Rekkit capisce l'esatto contrario e fa l'"incantesimo dell'amicizia" su Jay, che ottiene l'effetto di trasformare Jay stesso in un cane e Rekkit dopo aver fatto un incantesimo per farlo tornare normale gli dice: "scusa a scuola Mi hanno bocciato in magia animale". Il cane Jay rivela a Rekkit che in realtà stava organizzando una festa a sorpresa in occasione del primo anniversario dell'arrivo di Rekkit. Arriva a casa Schmuftin nonna Greta con il suo cane femmina Davis. Rekkit e Jay si nascondono nell'armadio, fino a che non sono costretti a uscirne per le pulci. Davis li scopre e si innamora del cane Jay. I due cani scendono nel soggiorno inseguendosi, mentre Rekkit e Arnold in camera di Jay cercano di capire cosa fare. Rekkit arriva nel soggiorno inseguendo i due cani. Si genera una scena di inseguimento: il cane Jay fugge da Davis, che viene inseguita da Rekkit, che a sua volta viene inseguito da Henrietta e Lorne. Nel frattempo viene avvertito l'accalappiacani che cattura Rekkit scambiandolo per un mostro. Il cane Jay si manifesta e parla all'accalappiacani, ma proprio in quel momento si ritrasforma in ragazzo normale. Rekkit e tutti gli altri possono adesso festeggiare l'anniversario.

### Il progetto di scienze
Jay sta costruendo un modello del sistema solare per il suo progetto di scienze, che però ben presto si rompe. Rekkit, con la sua magia, lo trasforma in un buco nero parlante che si nutre di ciambelle (quando si arrabbia le sue radici subatomiche si sradicano), che pretende delle ciambelle per entrare nella scatola per essere portato a scuola come progetto di scienze. Al momento dell'esibizione, Jay non ha il progetto ed è costretto a inventarsi una scusa per il professor Wiggsly. Infatti, il buco nero si trova ancora in camera di Jay a reclamare ciambelle, con Wiggsly che, assaporando la scoperta scientifica di un buco nero parlante, si avvicina in mongolfiera fino a entrare in camera di Jay dalla finestra mentre lui e Rekkit sono via per comprare altre ciambelle per il buco nero. Wiggsly però non riesce a portarlo via e allora torna alla scuola comprando per corrispondenza tutte le ciambelle della città. Jay e Rekkit allora tornano dal buco nero a mani vuote, non trovando più ciambelle in città perché le ha comprate tutte Wiggsly, mettendole nella sala dell'esibizione di scienze. Il buco nero allora fugge da camera di Jay arrivando nella sala e divorando tutte le ciambelle, proprio mentre arriva il giudice della gara. Il buco nero allora inizia a vorticare e Rekkit evoca con le sue zampe una ciambella molto grande e talmente cattiva da far sparire il buco nero. Il giudice, che ha assistito all'intera scena, assegna il primo premio dell'esibizione di scienze a Jay, con grande rabbia di Wiggsly.

### Il pupazzo di neve
Jay vede Rekkit che scambia la neve per il cielo che si sta sbriciolando, avendone paura. Jay allora insegna a Rekkit cos'è la neve, facendogliela adorare e mostrandogli come si fa un pupazzo di neve. Rekkit chiama il pupazzo Barnaby, come un suo lontano zio, e ci si affeziona, disperandosi quando Jay gli rivela che si scioglierà. Rekkit allora tentando di fare un incantesimo per impedire che si sciolga anima Barnaby con una magia, per la gioia di Jay anche se Rekkit pensava che Jay si arrabbiasse vedendo questo. Arrivano le gemelle Marisol ed Evita, che prendono Jay a palle di neve, ma Barnaby interviene difendendolo. Tra i tre nasce un'ottima amicizia, ma a un certo punto Jay si accorge che Barnaby si sta sciogliendo. Jay e Rekkit fanno vari tentativi inutili per impedire che Barnaby si sciolga, quando Jay ha un'idea: portare quello che resta di Barnaby dal marinaio Sam, che propone di metterlo nella camera di congelamento. Jay e Rekkit ce lo portano ma restano intrappolati dentro anche loro. Sam riesce ad aprire la porta della camera facendo uscire Jay e Rekkit. Al termine del congelamento, riaprono la porta e trovano Barnaby tutto intero. Alla fine, Barnaby diventa la mascotte del chiosco dei gelati.

### Booyah pasticcione
Jay prova un trucco con gli anelli cinesi, ma senza riuscirci, quando le gemelle Evita e Marisol, con uno stratagemma, rubano la bacchetta magica con cui Jay ha evocato Rekkit nel primo episodio. Le gemelle recitano la formula magica ed evocano un coniglio chakabrakkiano molto simile a Rekkit ma di colore azzurro, di nome Booyah. Intanto Jay e Rekkit si presentano nel giardino delle gemelle, dove Jay scopre il loro furto e Rekkit rivela che Booyah è sempre stato più bravo di lui a Chakabrak. Jay decide allora di recuperare la bacchetta e rispedire Booyah a Chakabrak. Booyah ha l'idea di scambiarsi con una delle gemelle per poter diventare un grande mago a Chakabrak con delle sembianze umane. Jay scopre il suo piano, finendo lui per errore a venire scambiato con Booyah. Il falso Jay (Booyah) riesce a entrare in casa Schmuftin e cerca la bacchetta magica per tornare a Chakabrak, ma viene anticipato dal vero Jay. Henrietta però rende la bacchetta magica al falso Jay (Booyah) per errore. Rekkit allora ha l'idea di fare esibire il falso Booyah (Jay) facendolo apparire un pasticcione agli occhi di tutti. Il vero Booyah allora si rivela per la vergogna della brutta figura e annulla l'incantesimo che lo scambia con Jay. Jay riesce a prendere la bacchetta e a rimandare Booyah a Chakabrak.

### Baby Mamma
Jay sente la mamma che al telefono con la nonna si lamenta che deve fare tutto lei in casa e che inizia a invecchiare e a mostrare qualche ruga, promettendole anche di farle visita più tardi. Allora Rekkit le fa recapitare a casa da un chakabrakkiano di nome McCreamy una crema antirughe magica, che Henrietta accetta di provare. Jay, Rekkit e Lorne scoprono che Henrietta si è trasformata in una neonata (Baby Mamma) e Jay spiega al patrigno che la causa è la crema magica. Rekkit dà a Lorne un "sistema posizionamento McCreamy" per riuscire a trovare quest'ultimo e Lorne esce di casa per cercarlo mentre Jay e Rekkit restano a casa ad occuparsi di Baby Mamma, cambiandole il pannolino e tenendola a bada. Nonna Greta intanto arriva a casa preoccupata perché Henrietta non è ancora andata da lei e trova Rekkit travestito da tata. Jay cerca di distrarre la nonna, che riconosce un aspetto familiare nella neonata, dando da mangiare a Baby Mamma. Intanto Lorne trova McCreamy e torna a casa con lui. Nonna Greta vuole andare al piano superiore a cercare Henrietta ma Jay e Lorne glielo impediscono e lei va via. McCreamy riesce a fare un controincantesimo e mentre questo fa effetto su Henrietta, Jay, Rekkit e Lorne puliscono tutta la casa. Una volta tornata normale, Henrietta dimostra di ricordarsi tutto, per la vergogna di Jay e Rekkit.

### Niente più cattiverie e tristezze
Jay si lamenta con Rekkit di tutte le disgrazie che gli sono successe durante la giornata, fino a chiedersi "perché c'è così tanta tristezza e cattiveria nel mondo?" Rekkit allora fa un incantesimo all'insaputa di Jay. La mattina dopo Jay nota che tutto va a meraviglia, diversamente dal solito, e capisce che Rekkit ha fatto qualcosa. Quando anche il bullo George si dimostra gentile con lui, Rekkit rivela a Jay che ha messo tutta la tristezza e la cattiveria della città in un posto dove non daranno più fastidio a nessuno, mostrandogli anche dove l'ha nascoste: nelle banane dentro a una serra. Al loro arrivo, le banane cattive li inseguono fino a casa, dove anche Henrietta e Lorne vengono coinvolte nell'attacco delle banane cattive. Rekkit allora evoca da Chakabrak delle scimmie, che spiega essere "gli addetti alla raccolta dei contenitori di tristezza e cattiveria" su Chakabrak. Però anche le scimmie, dopo aver mangiato tutte le banane, diventano a loro volta cattive. Rekkit allora evoca prima delle bocche giocattolo giganti che mangiano le scimmie, diventando anche loro cattive, e poi un papero che mangia le bocche, diventando anche lui cattivo. A quel punto Rekkit rivela che il papero è l'ultimo anello della catena e che quando è cattivo è inarrestabile. Jay si rende conto che la distruzione della città è ben peggio della sua tristezza iniziale. Rekkit allora rimette la tristezza e la cattiveria nel mondo, facendo tornare tutto come era prima, ma con una maggiore consapevolezza da parte di Jay.

### Legami familiari
Henrietta nota che non c'è un gran legame tra Jay e Lorne e iscrive i due a una gara tra coppie di padri e figli per farli legare, mandando Rekkit a controllarli in vece sua. Una volta arrivati sul luogo della gara, Jay, Lorne e Rekkit scoprono di doversi travestire da supereroi, come Wally, Bean e i loro padri. Allora l'organizzatrice mascherata dice a Jay e Lorne che devono scegliere ognuno il costume per l'altro. Rekkit mostra ai due un catalogo di supereroi chakabrakkiani tra cui scegliere. Lorne sceglie per Jay il Worpalop, mentre Jay sceglie per Lorne l'Alitog. Rekkit li trasforma quindi nei rispettivi personaggi, dandogli anche i rispettivi superpoteri: il Worpalop ha mani e piedi appiccicosi, mentre l'Alitog ha un alito pestilenziale. Si recano tutti sul luogo della gara, dove scoprono che devono affrontare un percorso che li porterà a salvare un pupazzo raffigurante il sindaco della città. I superpoteri dei due personaggi costringono Jay e Lorne a lavorare insieme per procedere nel percorso a ostacoli. Jay e Lorne chiedono a Rekkit di farli ritornare come erano prima, ma al solito Rekkit sbaglia incantesimo e anima il pupazzo del sindaco, facendolo anche diventare gigante ed aggressivo. Il pupazzo rapisce Rekkit e Jay e Lorne sono costretti a lavorare insieme per sconfiggerlo: Jay sale su un albero con Lorne sulle spalle grazie ai suoi arti appiccicosi e poi una volta arrivati in cima, Lorne alita contro il pupazzo gigante, facendolo crollare a terra e liberando Rekkit. Jay e Lorne vincono quindi il premio, mentre Jay esprime il desiderio che Henrietta sia lì con loro per vederli vincere. Allora l'organizzatrice mascherata si toglie la maschera rivelando di essere proprio la stessa Henrietta. Wally protesta dicendo che non possono vincere Jay e Lorne se l'organizzatrice è Henrietta e questi ultimi rinunciano al premio, che quindi va proprio a Wally e a suo padre.

### Rekkit cambia camera
Lorne ha aiutato Jay a costruire una scrivania con i vecchi fumetti del ragazzo, ma quando Jay torna in camera sua scopre che Rekkit ha riempito la sua stanza di foglie umide, distruggendo la scrivania con la loro umidità. Rekkit rivela di averle comprate per solo cinque dollari e che per lui sono stupende. Jay, esasperato, propone a Rekkit di andare a vivere in una sua stanza della casa. Dopo aver visionato varie possibilità, Rekkit decide di prendere per sé il sottoscala e vi si trasferisce. Più tardi, Jay sente dei rumori provenire da lì e Rekkit si giustifica con dei "lavori di ammodernamento". Quando Jay vede arrivare delle consegne per Rekkit prova ad entrare nel sottoscala e vede Wally, Bean e Sarah affacciarsi oltre a Rekkit, che gli impediscono di entrare. Ancora più tardi, Jay riprova ad entrare, arrivando in un corridoio con un guardiano magico che lo respinge due volte. Un giorno a colazione Jay chiede a Rekkit cosa succede in camera sua e scopre che anche i genitori l'hanno vista oltre ai tre compagni. Allora Jay corre nel sottoscala riuscendo ad evadere il guardiano e scoprendo un'enorme stanza magica. A quel punto Rekkit è costretto a rivelare a Jay il suo piano: usare le foglie per produrre della carta tramite una cartiera costruita da Rekkit e Sarah e poi usare la carta prodotta per stampare dei fumetti creati da Wally e Bean, per poi usarli per costruire una nuova scrivania per Jay, tutto questo per senso di colpa. Jay è stupefatto dallo sforzo di Rekkit e degli amici e riaccoglie il coniglio in camera propria.

### Doppio Jay
Per potere andare a comprare uno skateboard invece di andare alla festa di compleanno delle gemelle Evita e Marisol, Rekkit realizza un clone di Jay con il "doppio doppio impasto" che vada alla festa al posto suo. Jay-clone si dimostra molto gentile con tutti: non solo va alla festa, ma taglia il prato e va a scuola al posto del vero Jay. Jay-clone corteggia Sarah e convince il bullo George a non fargli più smutandate. Il vero Jay minaccia il clone, che gli rivela di pensare di piacere a Sarah. Il vero Jay decide allora di farla finita con il clone, che nel frattempo ha organizzato un concerto di beneficenza anche con l'aiuto di Rekkit. Al concerto, il vero Jay prende il microfono e confessa l'accaduto davanti a tutti, ma viene ignorato. Jay-clone entra in scena e manda via il vero Jay, che decide definitivamente di sbarazzarsi di lui. Rekkit prepara un cerchio magico che però non funziona perché Jay-clone indossa una "cintura elettromagnetica che ne assorbe l'energia". Poi Jay e Rekkit provano a catturare il clone intrappolandolo nel cemento fresco e facendogli cadere sopra un rinoceronte (Rekkit: "con il rinoceronte l'appiattimento è sempre garantito!"), ma tutti i tentativi falliscono. Jay allora capisce che la chiave è essere ancora più gentile di lui. Jay e Rekkit iniziano ad aiutare Jay-clone nei lavori di casa, gli fanno complimenti e gli preparano i suoi spuntini preferiti, provocando in Jay-clone una crisi d'identità. Quando il vero Jay regala il suo nuovo skateboard a Jay-clone, quest'ultimo esplode distruggendo anche lo skateboard nel processo.

### Jay mago per un giorno
Jay vuole battere Bill nel talent show della scuola, in cui Jay si esibisce come mago (fallendo tutti i trucchi) e Bill suonando la sua chitarra elettrica a quattro manici. Per aiutare Jay, Rekkit decide di fargli da assistente facendo riuscire i trucchi con la sua magia, ma le prove vanno male. Jay allora chiede a Rekkit di conferirgli i suoi poteri magici anche solo per un pomeriggio e il coniglio accetta, pur malvolentieri non avendo mai fatto prima una cosa del genere. Jay allora riesce a far sparire e ricomparire Rekkit, che però ricompare sempre più esausto senza apparente motivo. A cena, Rekkit rivela che la sua macchina magica si è rotta e quando scompare lui in realtà prova a ripararla. Una volta Jay riesce ad andare con Rekkit e i due si trovano all'interno della macchina magica, dove Rekkit rivela a Jay che il problema è un trofeo del talent show che Jay gli aveva dato prima e che è rimasto incastrato tra due ingranaggi. Rekkit però è troppo grosso per inserirsi tra gli ingranaggi e toglierlo, cosa che invece a Jay riesce. Per riuscirci, Jay deve fare dei salti notevoli, che gli riescono perfettamente in maniera naturale. Il ragazzo scopre così di avere realmente un talento nascosto, quello di acrobata, con cui riesce finalmente a battere Bill nel talent show.

### Il primo migliore amico di Rekkit
Rekkit riceve una lettera che gli annuncia l'arrivo di quello che era il suo migliore amico prima di Jay a Chakabrak, Impronta Digitale. Presentandosi, Impronta macchia di inchiostro le mani di Jay e gli regala un sacchetto infinito, dicendogli di frugarci dentro. I tre vanno a giro a divertirsi come un gruppo di amici, ma Impronta e Rekkit si comportano oltre il limite del lecito, macchiando una statua, introducendosi nel capanno del marinaio Sam forzando la porta e rubando il gelato, entrando nella scuola senza permesso attraverso un foro magico nel muro, correndo per i corridoi della scuola e gettando via i trofei. Alla fine Jay, esasperato, vuole andarsene, ma vede delle lenti di ingrandimento giganti che Impronta e Rekkit spiegano essere la polizia di Chakabrak. I tre si danno allora alla fuga e tornano in camera di Jay, dove Impronta rivela di avere incastrato Jay per gelosia di Rekkit, facendogli lasciare le sue impronte digitali sul sacchetto infinito che era rubato. La polizia di Chakabrak si presenta a casa di Jay e spiega che loro sanno benissimo che il colpevole di tutto è Impronta, che fugge inseguito dalla polizia.

### Rekkit vs Gizmo
Jay viene scelto per testare una nuova console portatile, il "Super Gizmo" (parodia della PSP). Jay si fa prendere dal gioco e trascura Rekkit, che prova a buttare via il Gizmo, senza riuscirci perché è fermato da Jay. Jay crede di aver capito la situazione e pensa che il problema sia che anche Rekkit vuole giocare con il Gizmo e promette che lo farà giocare, non capendo il vero problema. Rekkit, intristito, se ne va e si getta nel cassonetto, dove trova la confezione del Gizmo, rendendosi conto che sulla confezione stessa c'è il nome di Yoshimi. Nel frattempo, Yoshimi cerca di ipnotizzare Jay tramite il Gizmo per fargli recitare una formula magica e Jay ipnotizzato dice: " d'ora in poi devo obbedire al maestro super Gizmo!" Rekkit sopraggiunge e i due si passano freneticamente il Gizmo (Rekkit lo strappa a Jay perché sa del piano di Yoshimi e Jay lo riprende per usarlo) senza che nessuno pronunci completamente la formula. Jay allora capisce cosa sta succedendo e getta il Gizmo dalla finestra. Il Gizmo in giardino si anima, catturando Rekkit e gettando Jay lontano. Yoshimi cerca ancora di far recitare la formula magica a Rekkit quando Jay ritorna su un tappeto volante che gli aveva dato Rekkit precedentemente. Yoshimi-Gizmo allora si arrabbia e cerca di catturare Jay con le sue braccia snodabili, ma Jay riesce a costringerlo ad intrecciarle impedendogli di catturarlo. Alla fine, Yoshimi è costretto ad arrendersi e il Gizmo scompare. Finalmente Rekkit ha di nuovo il suo amico Jay tutto per sé.